# Albert von Stockenström

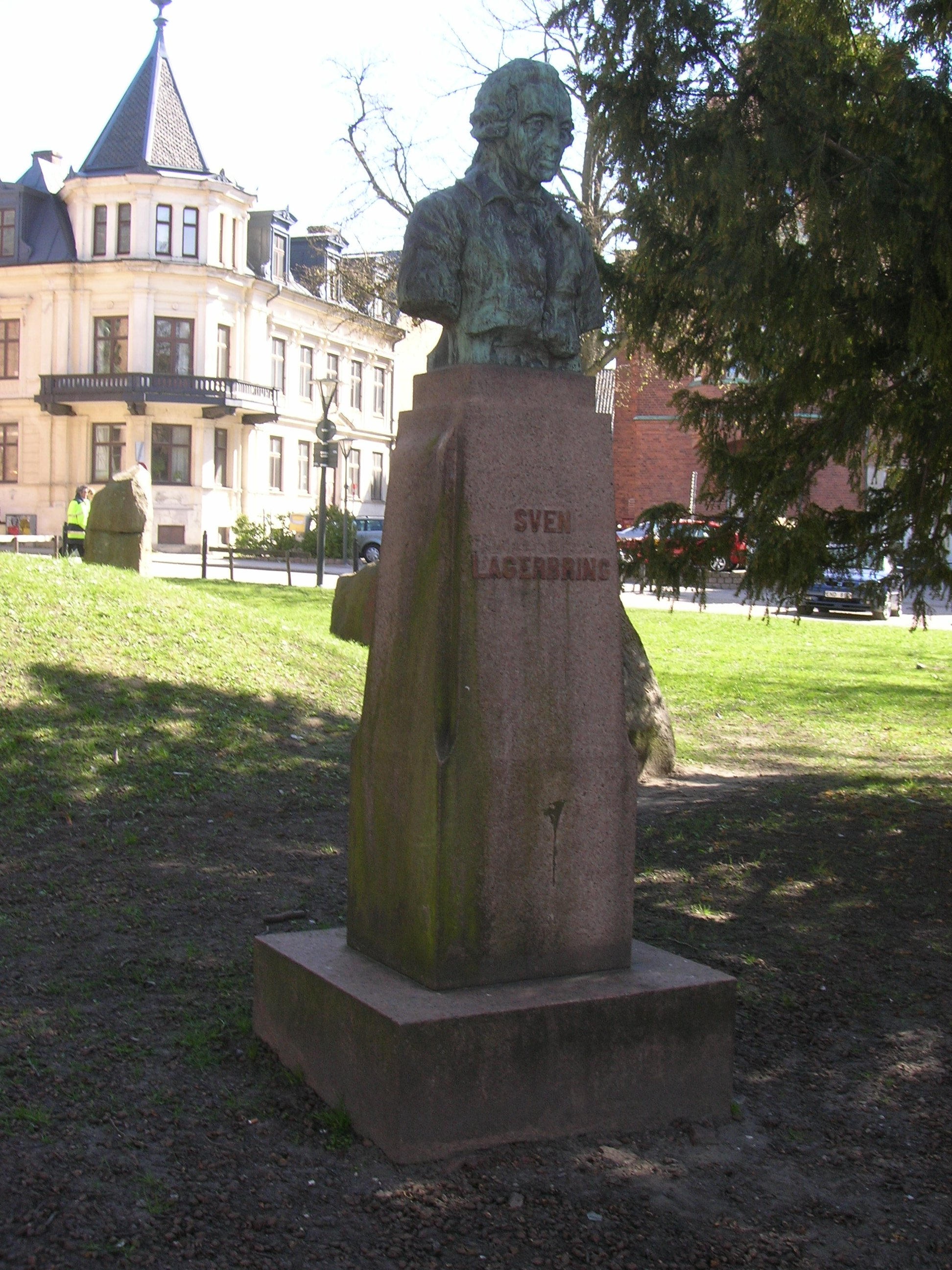
Stockenströms byst av Sven Lagerbring på Universitetsplatsen i Lund

Albert Reinhold von Stockenström, född 11 november 1867 i Härnösand, död 4 februari 1954 i Ljungby, var en svensk konstnär.

## Biografi
Albert von Stockenström var son till borgmästaren Erik von Stockenström och textilkonstnären Emerentia Sohlén. Han växte upp i Helsingborg och efter avbrutna läroverksstudier i Helsingborg blev han elev vid Tekniska elementarskolan i Malmö där han utexaminerades som byggnadstekniker 1888. Hans mor som var en känd textilkonstnär och brodör i Skåne visade stor förståelse för hans avhopp från läroverket och uppmuntrade honom senare i hans konstnärsplaner. Han studerade vid Konstakademien i Stockholm 1889–1894 och medverkade under studietiden i konstutställningen på Valands 1891 med reliefen Höst utförd i bronserad gips och på Helsingborgs museum med ett gammelmansansikte. 
Efter akademitiden reste han till Paris där han vistades i nästan fem år och fick möjlighet att studera för bland annat Benjamin Constant vid Académie Julien. Under sina år i Paris kom han i nära kontakt med de ledande konstnärspersonligheterna Auguste Rodin, Puvis de Chavannes, Paul Gauguin, Olof Sager-Nelson, Ivan Aguéli och August Strindberg. Han nådde i Paris även en viss konstnärlig framgång och fick bland annat ett första pris för ett akademiarbete och erbjöds att medverka i utställningar på Marsfältet. I en recension i Encyclopédie audiovisuelle de l'art contemporain av Marssalongen 1896 blev von Stockenström representerad vid utställningen tack vare ett personligt ingripande av Puvis de Chavannes. Till svenska konstkritiker och tidskrifter förmedlade Aguéli och Carl Larsson uppskattande omdömen om de fyra arbeten han ställde ut.
I Helsingborg hade man 1892 inlett arbetet med att uppföra ett nytt rådhus och efter att han prisbelönades för sina utsmyckningsförslag fick han 1894 på rekommendation av John Börjeson uppdraget att utföra de fyra bronsfigurer för fasaden som sattes upp 1897. För huvudportalen vid rådhuset utförde han de två  skulpturerna Justitia med vågskål och en Mansfigur med rustning, svärd och sköld som placerades på båda sidorna om balkongen. Troligen var modern modell för den tredje skulpturen Borgarkvinna med huvudduk och börs den fjärde statyn föreställer en Medeltida borgare med stav. För Göteborgs historiska museum utförde han en porträttbyst av skulptören Hugo Elmqvist 1894. 
von Stockenström återvände till Sverige vid sekelskiftet och blev efter modens död 1900 respektive faderns död 1905 beroende av sina syskon för att klara sin försörjning, detta förhållande fyllde honom med bitterhet. Samtidigt drabbades han av konstnärliga bakslag och fick enligt egen utsago genom kamraters svek och intriger inte utföra en del av de arbeten han ställt förhoppningar på. Vid uppförandet av det nya svenska Riksdagshuset vann han också tävlingen om att rita en skulpturgrupp ovanför entrén, men uppdraget gick trots detta till riksdagsarkitekten Aron Johanssons vän Theodor Lundberg. 
Nedbruten och ur stånd att försörja sig omhändertogs han slutligen av sina syskon som 1912 inackorderade honom in ett bondhem i Tutaryd någon mil från Ljungby där han tillbringade flera år i depression och där han var fullkomligt overksam och samtidigt gick ner sig i svår alkoholism. Han var därefter under något år inlogerad på Eka ålderdomshem innan han kunde flytta in i ett litet vindsrum i Ljungby där han levde i en självvald isolering under stor fattigdom. I ett försök att rycka upp honom övertygade Stockenströms konstnärsvänner 1907 estetikprofessorn Ewert Wrangel i Lund att ge honom uppdraget att åt universitetet skulptera en byst av historikern Sven Lagerbring med anledning av 200-årsjubileet av dennes födelse. Stockenström lyckades fullgöra uppdraget men endast under övervakning så att han inte kunde ta till flaskan.

## Konstnärskap
Redan under sin tid i Frankrike då han vistas i Normandie utförde han några landskapsskildringar i olja och nu ett kvartssekel senare återupptog han måleriet för att försörja sig. Han målade skildringar av det sydsmåländska landskapet med skogsinteriörer, gårdar och hus först i pastell men från 1925 huvudsakligen i olja. Ljungbyborna kunde se honom lättklädd mitt i den kalla vintern liggande på knä i snön målande en landskapsbild eftersom han inte haft råd att köpa ett staffli. En av sina bästa målningar Kyrka, vinter utförde han när han var i 80-årsåldern. 
Han nådde en viss framgång som målare 1944 när han vann ett delat andrapris för sina dekorativa stiliserade förslag till fresker för entréhallen till Statens historiska museum. Hans förslag framställde fyra fornnordiska och två medeltida motiv som numera förvaras vid Smålands museum i Växjö. Den ökande uppmärksamheten för hans målade konst kom även hans skulpturproduktion till godo. 
Han utförde under de följande åren på 1940-talet ett flertal tävlings- och idéskisser till monumentalskulpturer, bland annat Vid hoppets symbol, Modern och barnet, Morgongryning samt skulpturen Sundets pärla som var tänkt för placering i Helsingborg och monumentet Kransnedläggning som var ett monument över förlista sjömän som inköptes av tävlingsnämnden. För Torshamn på Färöarna skissade han på 1950-talet fram skulpturerna På utkik och Sjöman signalerar som var tänkt som ett sjömansmonument i centrala Torshamn. Men sina ambitioner och största förhoppning satte han till sitt projekt för ett nationalmonument som skulle uppföras i Stockholm. Medel till monumentet donerades redan 1909 och från början av 1920-talet fram till sin död arbetade han med olika utkast och bearbetade ledande kulturpersonligheter för att få stöd för sin idé att utforma monumentet med ett myller av symboliska gestalter som skulle ge en syntes av fosterlandet genom tiderna. Några personer visade sin uppskattning men de flesta var främmande för hans idéer och när hans skisser avvisades upplevde han det som en stor orättvisa. 
Bredare uppskattning vann han först efter sin död, bland annat genom Ljungby konstförening. Förutom de nämnda utställningarna medverkade han i Svenska konstnärernas förenings utställningar i Stockholm 1892 och 1894, Konstföreningen för södra Sveriges utställning i Malmö 1894, Skånska konstnärslagets utställning i Malmö 1906, flera av Sveriges allmänna konstförenings salonger i Stockholm, Helsingborgs konstförenings vårutställningar, en utställning med Smålands konstnärer i Ljungby 1947, Kulla konst i Höganäs 1948 samt Småland i form och färg som visades i Eskilstuna  1952. Han var representerad i utställningen Hur smycka vår stad som visades i Helsingborg 1945. Ett flertal minnesutställningar med hans konst har visats under åren, bland annat i Ljungby och Helsingborg 1957, Växjö 1959 och i Värnamo 1965. Albert von Stockenström är representerad vid museet i Ljungby samt vid Nationalmuseum, i det senare fallet bland annat med statyn Borgarkvinna, av vilken man efter Albert von Stockenströms död 1957 reste en bronskopia i Ljungby. Bland hans övriga verk kan nämnas reliefen Badande pojkar vid Göteborgs konstmuseum han är även representerad vid Thielska galleriet, Smålands museum, hans konstnärliga kvarlåtenskap donerades till Ljungby konstförening som förutom oljemålningar och kolteckningar förvaltar delar av hans brevkorrespondens. Han tilldelades Konstnärsklubbens medalj 1947. Albert von Stockenström är begravd på Skogskyrkogården i Ljungby.